# Брикетный (Казань, несуществующий)
Брикетный (тат. Брикетный, Briketnıy, тат. разг. Брикитни, Brikitni) — ныне не существующий посёлок на территории Ново-Савиновского района Казани.

## География
Посёлок располагался на севере Ново-Савиновского района, по обеим берегам речки Савиновки, в так называемой коммунальной зоне Восточного Заречья. На 1970-е годы севернее посёлка находился северный внутригородской железнодорожный ход, западнее — посёлок Дружба, юго-западнее — 39-й квартал Ленинского района, северо-западнее — Ново-Савиново.

## История
Возник в 1940-е годы как посёлок при торфоразработках. Как и соседние Савиново и Новое Савиново, входил в состав Юдинского, Высокогорского, Зеленодольского и вновь Высокогорского районов. В 1983 году присоединён к Ленинскому району Казани; с 1994 года в Ново-Савиновском районе Казани.
Вскоре после присоединения к Казани, в 1984-1985 годах часть посёлка южнее Савиновки была снесена, попав под застройку кварталов №№ 25а и 17 Ленинского района; бо́льшая часть жителей была переселена в жилые дома кварталов №№ 25а и 27 Ленинского района.
Оставшаяся небольшая часть Брикетного (улицы Заводская, Заречная и Луговая) была снесена во второй половине 1990-х годов по программе ликвидации ветхого жилья; топоним «Брикетный» же закрепился за соседним посёлком Новое Савиново.

## Улицы
- 8 Марта
- Калинина
- Луговая
- Заводская
- Зелёная
- Молодёжная
- Мусы Джалиля
- Полевая

## Известные жители
- В посёлке родился и провёл свое детство писатель Денис Осокин.[7][8]